# 셸비 총

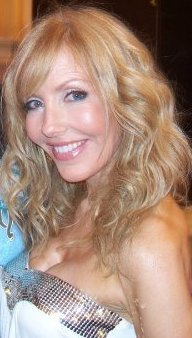

셸비 총(Shelby Chong, 1948년 2월 1일 ~ )은 미국의 배우, 영화 프로듀서, 영화배우이다.
로스앤젤레스에서 태어났다.

## 영화
- 헤이 왓치 디스 (2010년)
- aka 토미 종 (2005년) - 본인 역
- 베스트 버즈 (2003년)
- 샌드맨 (1993년)
- 골빈 사나이 (1990년)
- 코시컨 브라더스 (1984년)
- 나이스 드림스 (1981년)